# NGC 3482
NGC 3482 este o galaxie spirală situată în constelația Velele. A fost descoperită în 1 martie 1835 de către John Herschel. Se află la o distanță de 59,98 de megaparseci de Pământ.